# Varatchaya Wongteanchai
Varatchaya Wongteanchai (Chiang Rai, 7 settembre 1989) è un'ex tennista thailandese.
Ha una sorella minore, Varunya, anche lei tennista professionista.

## Biografia
Ha raggiunto il suo best ranking in singolare il 20 luglio 2015 con la 200ª posizione; nel doppio è diventata, il 12 settembre 2016, la 77ª del ranking WTA.
A livello ITF, in singolare, ha vinto in carriera quattro tornei. Il suo successo di maggior rilievo è la Blossom Cup 2013 torneo con un montepremi di 50 000 dollari; in quell'occasione ha superato in finale l'ucraina Nadežda Kičenok con il punteggio di 6-2, 6(5)–7, 7–6(5). In doppio ha invece riportato trentatre successi ottenuti nel circuito ITF, sette dei quali aventi un montepremi di 25 000 dollari. Nel PTT Pattaya Open 2013 è riuscita a superare per la prima volta il primo turno di un torneo WTA grazie alla vittoria sulla tedesca Annika Beck; ha perso poi al secondo turno in due set per mano della neozelandese Marina Eraković.
Ha partecipato a due Universiadi: nel 2015 ha vinto la medaglia di bronzo, nel 2017 quella d'oro.
Ha fatto parte dal 2009 al 2013 della squadra thailandese di Fed Cup in sedici occasioni con un bilancio complessivo di dieci vittorie e sei sconfitte.

## Vita privata
Ha sposato l'australiano Matthew Gregory, titolare di un'accademia di tennis a Melbourne.

## Statistiche WTA

### Doppio

#### Vittorie (2)
| Legenda               |
| --------------------- |
| Grande Slam (0)       |
| Ori Olimpici (0)      |
| WTA Finals (0)        |
| WTA Elite Trophy (0)  |
| Premier Mandatory (0) |
| Premier 5 (0)         |
| Premier (0)           |
| International (2)     |

| N. | Data           | Torneo                           | Superficie  | Compagna      | Avversarie in finale              | Punteggio        |
| 1. | 6 marzo 2016   | BMW Malaysian Open, Kuala Lumpur | Cemento     | Yang Zhaoxuan | Liang Chen Wang Yafan             | 4-6, 6-4, [10-7] |
| 2. | 17 luglio 2016 | BRD Bucarest Open, Bucarest      | Terra rossa | Jessica Moore | Alexandra Cadanțu Katarzyna Piter | 6-3, 7-6(5)      |

## Circuito WTA 125

### Doppio

#### Sconfitte (1)
| N. | Data             | Torneo                | Superficie | Compagna      | Avversarie in finale  | Punteggio |
| 1. | 15 novembre 2015 | Hua Hin Open, Hua Hin | Cemento    | Yang Zhaoxuan | Liang Chen Wang Yafan | 3-6, 4-6  |

## Statistiche ITF

### Tornei minori

#### Vittorie (4)
| Torneo 100 000 $ (0) |
| Torneo 75 000 $ (0)  |
| Torneo 50 000 $ (1)  |
| Torneo 25 000 $ (1)  |
| Torneo 10 000 $ (2)  |

| N. | Data             | Torneo                                                  | Superficie | Avversaria in finale | Punteggio           |
| 1. | 22 febbraio 2011 | MSLTA ITF US $ 10,000 Women's Tennis Tournament, Mumbai | Cemento    | Vlada Ėkšibarova     | 2-6, 6-4, 6-1       |
| 2. | 14 giugno 2011   | Bankaltim Women's Circuit, Balikpapan                   | Cemento    | Qiang Wang           | 7-5, 6-3            |
| 3. | 20 giugno 2011   | ITF Women's Circuit Pattaya, Pattaya                    | Cemento    | Anna Tjul'pa         | 6-4, 6-1            |
| 4. | 8 gennaio 2013   | Blossom Cup, Quanzhou                                   | Cemento    | Nadežda Kičenok      | 6-2, 6(5)-7, 7-6(5) |

#### Doppio

##### Vittorie (22)
| Torneo 100 000 $ (0) |
| Torneo 75 000 $ (0)  |
| Torneo 50 000 $ (0)  |
| Torneo 25 000 $ (7)  |
| Torneo 10 000 $ (15) |

| N.  | Data              | Torneo                                              | Superficie    | Compagna                | Avversaria in finale                       | Punteggio            |
| 1.  | 18 luglio 2006    | ITF Women's Circuit Bangkok, Bangkok                | Cemento       | Nungnadda Wannasuk      | Kai-Chen Chang Thuy-Dung Nguyen            | 6-4, 6-4             |
| 2.  | 18 settembre 2006 | Garuda Indonesia Championships Jakarta, Giacarta    | Cemento       | Noppawan Lertcheewakarn | Ayu-Fani Damayanti Lavinia Tananta         | 6-2, 6-4             |
| 3.  | 14 novembre 2006  | Smart ITF Women's Circuit Manila, Manila            | Cemento       | Noppawan Lertcheewakarn | Shao-Yuan Kao Thassha Vitayaviroj          | 3-6, 6-3, 7-6(2)     |
| 4.  | 9 luglio 2007     | ITF Women's Circuit Khonkan, Khonkan                | Cemento       | Sophia Mulsap           | Denise Dy Nungnadda Wannasuk               | 6-4, 6-2             |
| 5.  | 24 luglio 2007    | ITF Women's Circuit Bangkok, Bangkok                | Cemento       | Sophia Mulsap           | Noppawan Lertcheewakarn Napaporn Tongsalee | 4-6, 6-4, 6-1        |
| 6.  | 12 novembre 2007  | NECC ITF Women's Tennis Tournament, Pune            | Cemento       | Ling Zhang              | Wynne Prakusya Angelique Widjaja           | 1-6, 7-5, [10-5]     |
| 7.  | 19 novembre 2007  | Endurance ITF Women's Tennis Tournament, Aurangabad | Terra rossa   | Sandhya Nagaraj         | Ankita Bhambri Sanaa Bhambri               | 7-6(4), 7-5          |
| 8.  | 26 febbraio 2008  | ITF Women's Circuit Wellington, Wellington          | Cemento       | Ayaka Maekawa           | Tomoko Dokei Etsuko Kitazaki               | 6-1, 6-3             |
| 9.  | 16 settembre 2008 | Yusa Open, Kyoto                                    | Sintetico (i) | Ayumi Oka               | Maki Arai Yurina Koshino                   | 5-7, 6-2, [10-2]     |
| 10. | 8 giugno 2009     | ITF Women's Circuit Bangkok, Bangkok                | Cemento       | Suchanun Viratprasert   | Tomoko Dokei Mi Yoo                        | 6-3, 6-1             |
| 11. | 22 giugno 2009    | ITF Women's Circuit Bangkok, Bangkok                | Cemento       | Suchanun Viratprasert   | Tomoko Dokei Mi Yoo                        | W/O                  |
| 12. | 28 luglio 2009    | Garuda Indonesia Championships Jakarta, Giacarta    | Cemento       | Nungnadda Wannasuk      | Beatrice Gumulya Jessy Rompies             | 6-2, 6(5)-7, [10-7]  |
| 13. | 28 giugno 2010    | Rama Gardens Hotel, Nonthaburi                      | Cemento       | Chen Yi                 | Kim Kun-hee Min-Hwa Yu                     | 6-2, 6-2             |
| 14. | 11 ottobre 2010   | ITF Women's Circuit Pattaya, Pattaya                | Cemento       | Chen Yi                 | Ting-Fei Juan Zhu Lin                      | 7-5, 6-2             |
| 15. | 18 ottobre 2010   | ITF Women's Circuit Khon Kaen, Khon Kaen            | Cemento       | Luksika Kumkhum         | Trang Phuong Dai Huynh Maya Kato           | 6-4, 7-5             |
| 16. | 15 febbraio 2011  | Endurance ITF Women's Tennis Tournament, Aurangabad | Terra rossa   | Varunya Wongteanchai    | Nicole Clerico Maria Masini                | 4-6, 6-2, [10-6]     |
| 17. | 23 maggio 2011    | Sports Authority of Thailand, Bangkok               | Cemento       | Ting Li, Jr.            | Ayu-Fani Damayanti Lavinia Tananta         | 6-1, 6-4             |
| 18. | 30 maggio 2011    | ITF Women's Circuit Bangkok, Bangkok                | Cemento       | Ting Li, Jr.            | Ayu-Fani Damayanti Lavinia Tananta         | 5-7, 7-6(5), [10-5]  |
| 19. | 14 giugno 2011    | Bankaltim Women's Circuit, Balikpapan               | Cemento       | Kanae Hisami            | Natsumi Hamamura Yurika Sema               | 6-3, 6-2             |
| 20. | 6 settembre 2011  | Noto International Women's Open, Noto               | Sintetico     | Kanae Hisami            | Natsumi Hamamura Ayumi Oka                 | 1-6, 7-6(4), [14-12] |
| 21. | 16 luglio 2012    | Astana Womens, Astana                               | Cemento       | Luksika Kumkhum         | Veronika Kapšaj Ekaterina Jašina           | 6-2, 6-4             |
| 22. | 28 agosto 2012    | Sekisho Challenge Open, Tsukuba                     | Cemento       | Luksika Kumkhum         | Yurina Koshino Mari Tanaka                 | 6-2, 6-2             |